# 夏煜
夏煜，字允中，江寧（今江蘇南京）人，明朝初期政治人物。

## 生平
其善於詩歌，升爲中書省博士。明軍攻陷婺州后，調任浙東分省，曾兩次出使方國珍。后朱元璋攻打陳友諒時候，儒臣中只有劉基與夏煜跟從。洪武元年，兼制浙東諸府。后與高見賢、楊憲、凌說因伺察搏擊之事被判為不良而殺。